# نصر الله (دير حافر)
نصر الله قرية سوريّة تتبع إداريّاً لمحافظة حلب منطقة دير حافر ناحية رسم حرمل الإمام، بلغ تعداد سكانها 1,120 نسمة حسب التعداد السكاني لعام 2004.